# Даямантина
Даямантина (на английски: Diamantina River) е временна (епизодична) река в централната част на Австралия, протичаща през щатите Куинсланд и Южна Австралия, губеща се в пясъците на пустинята Стшелецки. Дължината ѝ е 941 km , а площта на водосборния басейн – 157 455 km².
Река Даямантина води началото си на 1306 m н.в. от югозападните части на ниския хребет Селуин, разположен в западната част на щата Куинсланд. В горното си течение има последователно северозападна, северна, североизточна, източна и югоизточна посока, а след градчето Колингууд – югозападна и запазва това направление до „устието“ си. Само в горното си течение има постоянно течаща вода, а след Колингууд пресича пустинните и полупустинните равнини на Централния Австралийски басейн. Последните ѝ води се губят в блатото Гойдър Лагун, разположено в пустинята Стшелецки, в североизточната част на щата Южна Австралия. Много рядко, само по време на епизодични и продължителни поройни дъждове изтича от блатото, слива се с идващата отдясно река Джорджина (1130 km) и двете заедно образуват река Уорбъртън (412 km), вливаща се от север в езерото Еър.
През 1862 г. шотландският изследовател на Австралия Уилям Ландсбъро открива част от горното ѝ течение течение, проследява я до „устието“ ѝ и я наименува в чест на Даямантина Рома, съпруга на тогавашния (1859 – 1868) губернатор на щата Куинсланд Джордж Боуен (1821 – 1899).